# Афричка сакагија
Афричка сакагија (лат. Lymphangioitis epizootica) је хронична заразна болест копитара коју карактерише гнојно запаљење поткожних лимфних судова и чворова. Узрочник болести је гљивица (Histoplasma farciminosus) врло отпорна према спољним утицајима и средствима за дезинфекцију. 
Болест се највише преноси предметима загађеним гнојем из проваљених чирева заражене животиње — јахаћим прибором, средствима за чишћење и слично. Улаз инфекције је кроз ране и отворе на кожи. Инкубација траје од мјесец до неколико мјесеци. Често обољевају задње ноге, врат, глава, и међуножно подручје. Болест напредује са тврдим чворовима који се касније провале стварајући чиреве. 
Спречавање заразе се изводи карантином, а лијечење је тешко и дуготрајно, исјецањем обољелих ткива, а ако то није могуће расијецањем и паљењем усијаним гвожђем. Ако је болест напредовала грло треба убити.